# (36104) 1999 RY116
1999 RY116 (asteroide 36104) é um asteroide da cintura principal. Possui uma excentricidade de 0.10419880 e uma inclinação de 11.68351º.
Este asteroide foi descoberto no dia 9 de setembro de 1999 por LINEAR em Socorro.